# Callicera poultoni
Callicera poultoni är en tvåvingeart som beskrevs av George Henry Verrall 1913. Callicera poultoni ingår i släktet bronsblomflugor, och familjen blomflugor. Inga underarter finns listade i Catalogue of Life.